# Рассказов, Александр Андреевич
Алекса́ндр Андре́евич Расска́зов (1832 — 28 июля 1902) — драматический актёр, один из корифеев московского Малого театра, антрепренёр.

## Биография
Учился в Московском театральном училище. В 1850 году был зачислен в балетную труппу. В 1853 году уехал в провинцию, выступал как драматический актёр в городах Сибири. Но уже в том же 1853 году поступил в труппу Малого театра, где проработал до 1866 года и сыграл множество ролей. Особенно ярко талант артиста проявлялся в острохарактерных образах — в комедии и водевиле.
«Играя роли амплуа простака, Р. стремился к ярко выраженной внешней характерности. Большое внимание уделял костюму, гриму сценич. персонажей. Его игра изобиловала метко схваченными бытовыми деталями, в то же время Р. стремился подчеркивать в своих сценич. образах чисто комедийные, внешние черты характера действующих лиц».
В традициях Малого театра — передавать роли в тех же трактовках от старших к молодому поколению. В 1850-х годах к Рассказову перешли роли С. В. Васильева.
Был неоднократно занят в спектаклях по пьесам Островского. В бенефис Рассказова на сцене Малого театра 29 сентября 1865 года состоялась первая постановка пьесы Островского «На бойком месте».

…но расстроенное здоровье заставило Рассказова оставить московскую сцену. На провинциальных сценах он занимался антрепризой и воспитал целое поколение артистов. В 80-х годах выступал в Москве на частных сценах.

Рассказов считался одним из лучших антрепренёров России, он держал антрепризы в Самаре, Туле, Калуге, Симбирске и других городах. В 1880—1890 годах организовывал спектакли в Немецком клубе в Москве; выступал сам. В последние годы жизни был антрепренёром театра в Пушкино под Москвой.

## Творчество

### Роли в театре
- «На бойком месте» А. Н. Островского — Миловидов
- «Доходное место» А. Н. Островского — Белогубов
- «Женитьба Бальзаминова» А. Н. Островского — Бальзаминов
- «Правда хорошо, а счастье лучше» А. Н. Островского
- «Лев Гурыч Синичкин» Д. Т. Ленского — Синичкин
- «Власть тьмы» Л. Н. Толстого — Митрич